# NGC 2344
NGC 2344 (również PGC 20395 lub UGC 3734) – galaktyka spiralna z poprzeczką (SBbc), znajdująca się w gwiazdozbiorze Rysia. Odkrył ją Lewis A. Swift 24 listopada 1886 roku.